# Marciando nel buio
Marciando nel buio è un film del 1996 diretto da Massimo Spano.

## Trama
La recluta Saro Franzese stringe amicizia con il sergente della sua squadra Gianni Tricarico, innamorato di lui; il soldato non accoglie, non comprendendole, le avances del sergente e, dopo una movimentata serata in discoteca, durante la quale Saro critica i comportamenti ambigui ed aggressivi dell'amico, escono insieme con la macchina con l'apparente scopo di rientrare in caserma ma in realtà Gianni lo porta in una strada frequentata da transessuali dove lui sembra essere molto conosciuto. Saro mostra di non gradire la situazione e scende dall'auto accettando un passaggio su un'altra macchina, apparentemente col solo guidatore a bordo, per tornare indietro ma poco dopo viene aggredito da un uomo che era sdraiato sul sedile posteriore e, dopo essere stato picchiato per avere tentato di difendersi, subisce una violenza sessuale.
Saro, ferito e sconvolto, vaga per la città fino a quando non viene raccolto da Gianni il quale, dopo avere saputo che il soldato ha riconosciuto in uno degli aggressori il capitano Silvio Roatta, comandante del loro battaglione, lo fa ricoverare nell'infermeria della caserma con l'intenzione di coprire l'accaduto ma, passati due giorni, l'infermiere gli fa presente che non può più trattenerlo senza una motivazione ufficiale e quindi è costretto a farlo uscire. Gianni allora porta Saro a casa della sorella Paola, dove vive con il marito Mario ed i due piccoli figli; i due cercano di sapere le ragioni delle condizioni fisiche di Saro ma questi rifiuta di fornire spiegazioni e solo dopo una violenta esplosione di nervi ed una crisi di pianto le racconta l'accaduto.
I due fratelli, dopo che Saro è riuscito a farsi dire da Gianni il numero di targa della macchina sulla quale era salito la sera dell'aggressione e che quest'ultimo si era annotato, si recano insieme ad un autosalone dove egli riconosce il guidatore: si tratta di Vittorio Scarpa, un maniaco sessuale, fortemente indebitato e che, in forza di questi motivi, vive un difficile e tormentato rapporto con la moglie Gabriella ed il figlio Fabrizio e, una volta riconosciutolo, sporgono denuncia contro di lui ed il capitano citando Gianni come testimone.
Scarpa informa Roatta del fatto ma il capitano, fidanzato con Laura, figlia del sindaco della città, non solo è già al corrente ma conosce anche l'identità del testimone e lo tranquillizza facendogli sapere che il sergente dipende da lui ed infatti da quel momento inizia ad esercitare pressioni su Gianni arrivando anche a ricattarlo mentre Scarpa continua la sua vita, portando anche dei transessuali in una stanza segreta all'interno dell'autosalone dove abitualmente consuma i suoi piaceri segreti, ed entrambi denunciano Saro per diffamazione. Dopo l'avvio dell'iter processuale Paola invita Gianni a cena cercando delle spiegazioni ma egli le risponde che non testimonierà contro il suo capitano ed, una volta rimasto solo con Saro, dopo un acceso alterco, gli confessa di essere stato a sua volta violentato quando aveva tredici anni e che in ogni caso non lo sosterrà.
Anche la giustizia militare si mette in moto e dell'inchiesta disciplinare è incaricato il capitano Antonio Marsili: egli dapprima interroga Saro il quale conferma le accuse ma viene informato che, oltre alla denuncia per diffamazione, è sottoposto a procedimento per mancato rientro e per condotta immorale; successivamente convoca Gianni il quale sostiene che quella sera ha visto Saro solo all'uscita della caserma e, dopo che il capitano gli ha chiesto se esista una relazione tra loro due, avendoli visti una volta "scherzare" in caserma, lo informa dei procedimenti a cui è sottoposto Saro. Marsili si reca anche dai carabinieri i quali sono dubbiosi sulla dinamica dei fatti e gli comunicano che gli accertamenti saranno comunque difficili.
Non vanno meglio le cose in caserma: Saro infatti viene provocato dai commilitoni e Gianni lo difende mettendolo al corrente dei pericoli che corre all'interno della struttura militare ma il giovane è deciso a non ritirare le accuse e sputa in faccia al sergente il quale lo colpisce rompendogli una gamba; Marsili si reca in ospedale ma Saro si rifiuta di dirgli come sono andate le cose. Mentre tutto sembra giocare a sfavore di Saro un inaspettato aiuto arriva dai familiari di Scarpa: all'udienza la moglie scoppia in lacrime, rimandando la sua testimonianza, mentre il figlio smonta l'alibi del padre rivelandone l'omosessualità e la sua natura violenta, dedita all'alcool, tanto che vengono alla luce tredici ricoveri della madre dovuti ufficialmente ad "incidenti domestici" e dopo l'udienza cambia anche l'atteggiamento della fidanzata di Roatta la quale, sospettandolo, gli chiede spiegazioni, ma viene colpita con un pugno.
Il capitano, al rientro in caserma, parla con Gianni e gli dice che ha capito che la sua aggressione a Saro è stato solo un sistema per allontanarlo da lui e da quel momento aumenta le pressioni sul sergente, negando le licenze al plotone e costringendo i soldati a massacranti esercitazioni notturne per renderlo inviso ai commilitoni e, dopo le lamentele del caporale Cau, Roatta dice chiaramente che per fare tornare le cose come prima, i problemi dovranno essere "risolti" tra loro ma, dopo avere incontrato Scarpa, ne viene informato che se sarà lasciato solo egli lo coinvolgerà testimoniando contro di lui.
Marsili nel frattempo continua a scontrarsi con l'omertà di Gianni, minacciandolo anche di mandarlo sotto processo, ma egli continua a negare il fatto rivelandogli però che due anni prima l'autista di Roatta, il soldato Granelli, andò in congedo per esaurimento nervoso ed, una volta che il capitano ha parlato con il giovane, incontra Roatta, gli dice che ha preso conoscenza dell'accaduto, che è stato il sergente ad informarlo e che farà tutto quanto è nelle sue possibilità per farlo radiare dall'Esercito ma quest'ultimo viene tranquillizzato dal Sindaco il quale gli confida che l'avvocato di Saro è un suo amico ed ha rinunciato all'incarico e che, anche per motivi elettorali, lo sosterrà a dispetto dei sospetti della figlia.
L'inchiesta però prosegue e Marsili, ormai convinto della colpevolezza di Roatta, assume un legale per Saro mentre Gianni viene aggredito sotto la doccia da tre soldati incappucciati ed accoltellato e proprio l'intervento di Marsili, attirato dalle urla, lo salva e, una volta in ospedale, Gianni racconta come si sono svolti i fatti e confessando che ha agito in quel modo per rabbia verso Saro; il capitano ascolta la sua confessione acquisendo quanto serve per incriminare i responsabili, specificando però che, se Gianni confermerà tutto, sarà cacciato dall'Esercito; il sergente acconsente e, rimasto solo con Saro, si scusa chiedendogli un bacio.
Scarpa, su denuncia dei familiari, viene arrestato per maltrattamenti, truffa e falso in bilancio, avendo indebitato fortemente la concessionaria ed il colonnello chiede le dimissioni di Roatta dall'Esercito, evitandogli in questo modo i rigori della giustizia militare, ma, deluso nella stima che riponeva nell'ufficiale, si augura che la giustizia civile sia inflessibile; Marsili, elogiato dal comandante, rifiuta tuttavia la promozione, ricordando le imprese di Roatta nelle missioni all'estero, sostenendo che non vuole costruire la sua carriera sulla distruzione di un altro ufficiale. In tribunale Gianni conferma tutto quanto ha precedentemente rivelato al capitano, compresa la sua attività di prostituzione, ed una volta uscito viene salutato da Saro nuovamente suo amico mentre Roatta, presentatosi all'udienza in tuta mimetica si suicida con una baionetta sotto gli occhi stupefatti del giudice.

## Produzione
Marciando nel buio è stato il primo film prodotto da Zeudi Araya. Il film non ha avuto nessuna collaborazione da parte dell'Esercito.